# San Prospero Parmense
San Prospero Parmense è una frazione del comune di Parma, appartenente al quartiere Lubiana.
La località è situata 6,05 km a est del centro della città.

## Geografia fisica
La località sorge a cavallo della via Emilia in posizione pianeggiante, sulla sponda sinistra del torrente Enza, confine naturale con la provincia di Reggio nell'Emilia.

## Storia
La zona risultava abitata già nell'età del bronzo: risale al periodo compreso tra il II e il I millennio a.C. la terramara di Quingento, a sud del centro abitato odierno di San Prospero Parmense.
I Romani tracciarono nel 187 a.C. la via Aemilia, lungo il cui percorso crearono successivamente vari centri abitati; a San Prospero si sviluppò tra il I secolo a.C. e il II secolo d.C. un insediamento rurale, come testimoniato dai resti della necropoli e della strada ghiaiata in asse con la via Aemilia rinvenuti nel 2004 durante alcuni scavi; dell'antica suddivisione del territorio in centurie non rimangono invece tracce, a causa del completo abbandono in cui cadde la zona dopo il crollo dell'impero.
L'abitato di Quinniente, così chiamato probabilmente in quanto distante 500 pertiche dal torrente Enza, fu menzionato per la prima volta il 6 febbraio 876, in un atto di vendita di alcune terre.
Entro il X secolo fu edificata a nord di Quingento, lungo la via Emilia, la pieve romanica dedicata a san Prospero, attorno a cui si sviluppò un piccolo borgo.
Per effetto dei decreti napoleonici, nel 1806 San Prospero divenne frazione del nuovo comune (o mairie) di San Donato; la sede municipale fu collocata all'interno dell'antico xenodochio posto in località Crostolo, a ovest dell'abitato.
Tuttavia, nel 1870 il Comune di San Donato fu annesso a quello di San Lazzaro Parmense, a sua volta soppresso e inglobato in quello di Parma nel 1943.
Il 2 aprile 2006, nei pressi di San Prospero Parmense si concluse in modo tragico la vicenda di Tommaso Onofri: sulle rive dell'Enza, su indicazioni di Mario Alessi, fu ritrovato il corpo senza vita del piccolo di 18 mesi rapito un mese prima, il 2 marzo, a Casalbaroncolo.

## Monumenti e luoghi d'interesse

### Chiesa di San Prospero

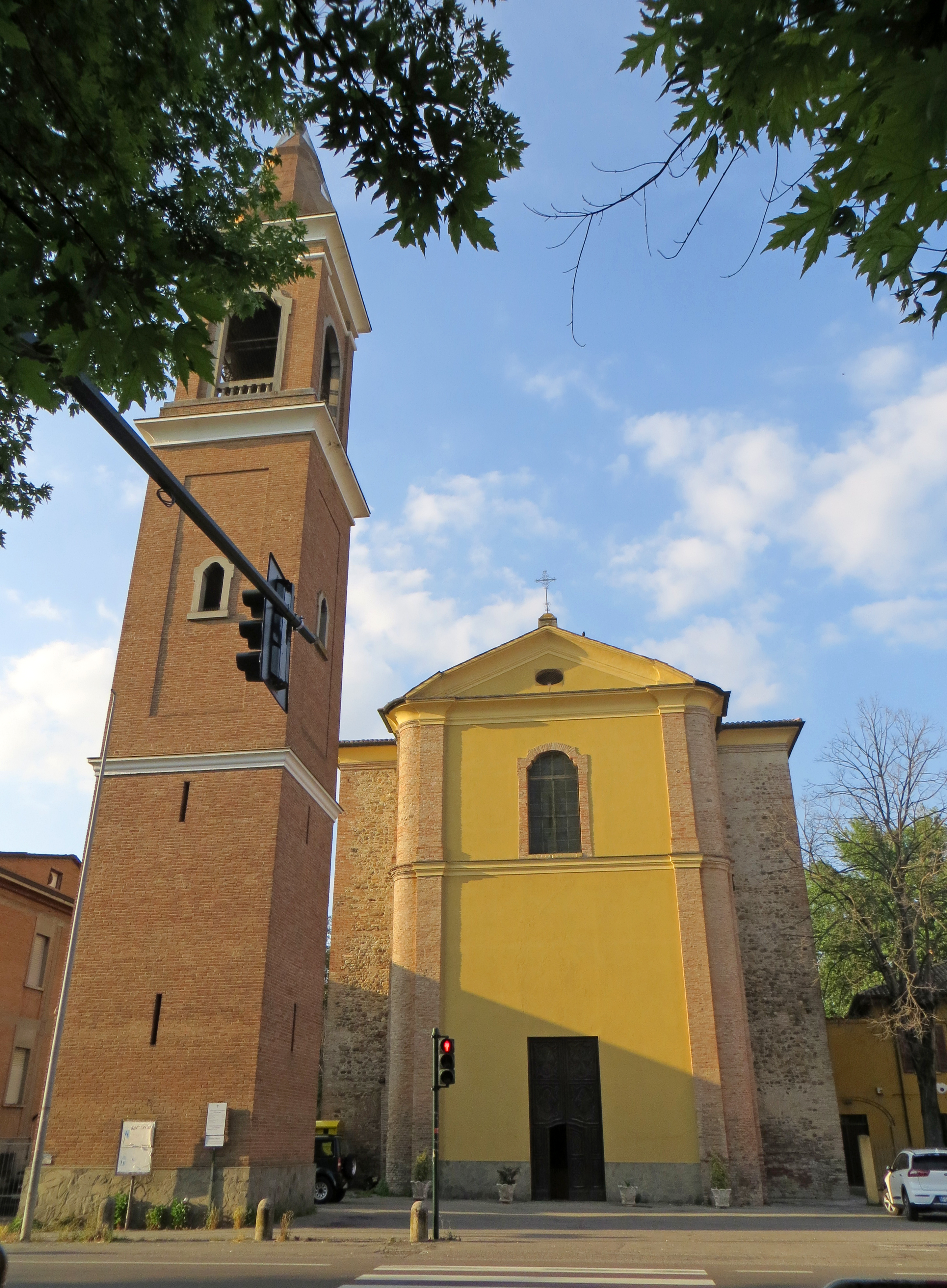
Chiesa di San Prospero

Menzionata per la prima volta nel 980, la pieve romanica, da cui nel 1299 dipendevano sei cappelle dei dintorni, fu chiusa al culto nel 1578, a causa delle sue pessime condizioni; abbattuta e riedificata in stile barocco tra il 1743 e il 1779, fu danneggiata da un terremoto nel 1928, che determinò la demolizione del campanile, ricostruito nel 1965; al suo interno conserva alcune opere di pregio, tra cui la settecentesca pala d'altare e una statua medievale raffigurante Santa Felicola.

### Xenodochio
Costruito lungo la via Emilia prima del XV secolo per volere della famiglia Fulchini, lo xenodochio, destinato a ospitare i pellegrini di passaggio, fu utilizzato tra il 1806 e il 1870 quale sede municipale del comune di San Donato; l'edificio, ormai in rovina, è caratterizzato dalla presenza di un ampio portico a capanna originariamente decorato con alcune pitture, aperto verso la strada.

### Villa Carmi
Costruita da Gioacchino Borsi nel 1821 su un terreno appartenente da secoli alla sua nobile casata, la villa fu alienata alla fine del XIX secolo a Giovanni Carmi, il cui figlio Alberto la fece integralmente ristrutturare intorno alla metà del secolo successivo. L'edificio, sviluppato su una pianta rettangolare, si eleva su tre livelli principali fuori terra; la simmetrica facciata presenta nel mezzo l'ampio portale d'ingresso, sormontato dal balconcino del primo piano; al centro del tetto si erge una piccola torre.

### Villa Bodoni
Ricostruita sul luogo di un precedente casolare agricolo acquistato nel 1798 dal tipografo Giambattista Bodoni, che la trasformò nella propria residenza, la villa del Pozzetto, trasmessa nel 1813 alla moglie Margherita Paola Dall'Aglio, nel 1841 passò ai suoi eredi; alienata successivamente a Enrico Montanari, passò alla sua morte al figlio Giuseppe, indi alla moglie Bianca Baratta e infine ai suoi discendenti. L'edificio, sviluppato su una pianta quadrata, si eleva su due livelli principali fuori terra, oltre al sottotetto; la simmetrica facciata presenta nel mezzo un ampio portale ad arco a tutto sesto, ornato nella lunetta con un'inferriata decorata col monogramma BGB.

### Villa Varoli Piazza
Costruita intorno al 1840 da Domenico Ranzani, la villa neoclassica fu ereditata nel 1844 dalla moglie Santa Frati, alla cui morte nel 1862, per sua volontà testamentaria, passò a Francesco Piazza, indi ai suoi discendenti: nel 1882 al figlio Alberto Varoli Piazza, nel 1939 al nipote Angelo e nel 1959 alla bisnipote Anna, coniugata Bonfirraro. L'edificio, sviluppato su una pianta a T, si eleva su tre livelli principali fuori terra; la lunga e simmetrica facciata presenta un avancorpo nel mezzo, caratterizzato dal portico d'ingresso centrale e dal frontone triangolare di coronamento; all'interno l'androne, coperto da una volta, dà accesso alla scala e agli ambienti laterali; intorno si sviluppa il parco, solcato da un viale alberato.

### Villa Mattei

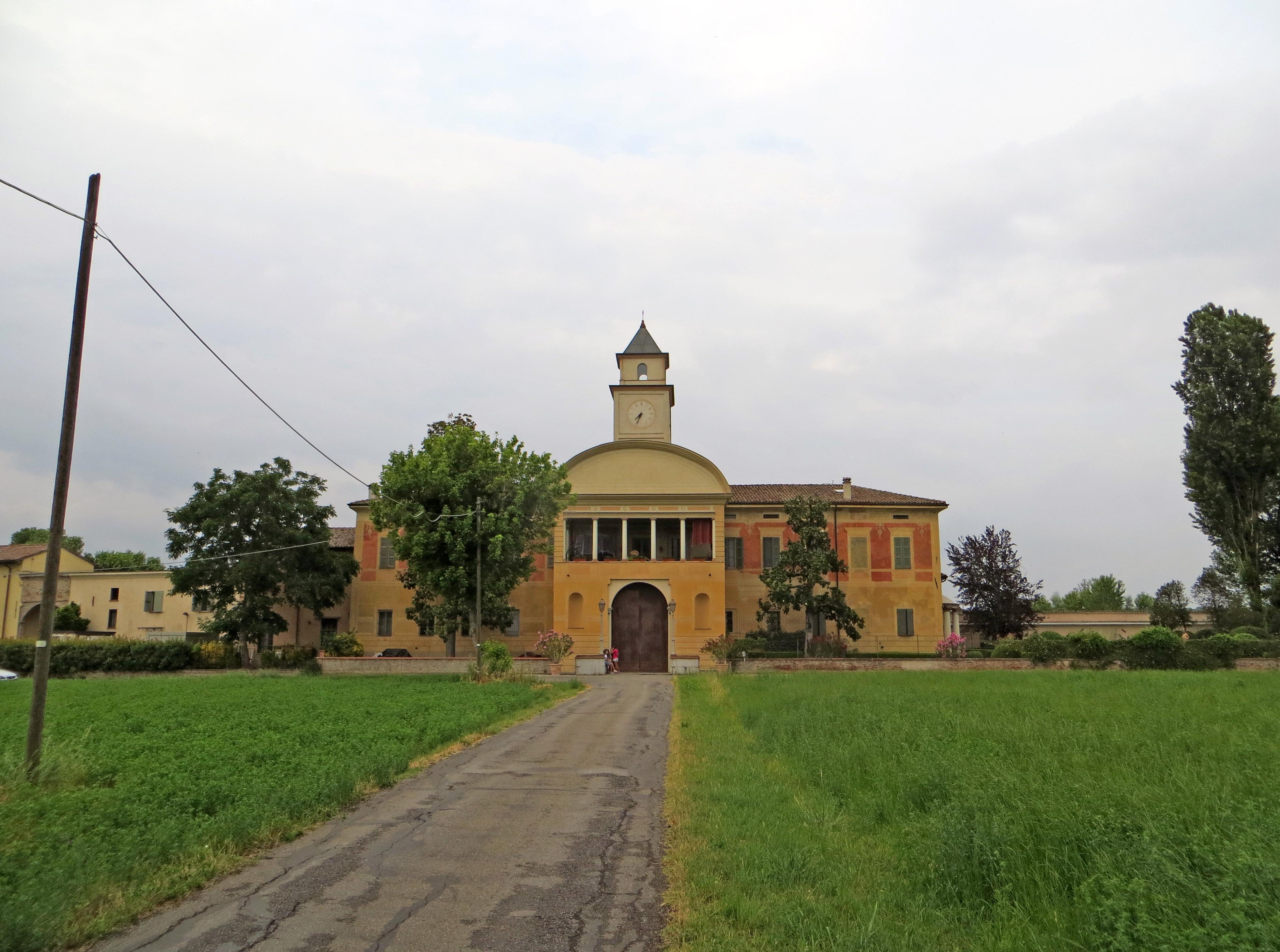
Villa Mattei

Costruita originariamente in stile barocco probabilmente intorno al 1682 dai conti Mariani, passò in seguito ai conti Bajardi e successivamente ai Rossi; ricostruita nella seconda metà del XVIII secolo in stile neoclassico, secondo la tradizione su progetto dell'architetto Ennemond Alexandre Petitot, fu acquistata forse in quegli anni dai Meley; alienata nel 1896 al marchese Filippo Corradi Cervi Robiani, fu comprata dopo il 1924 da Medardo Pederzini e nel 1936 da Secondo Mattej; profondamente danneggiata dal sisma del 1983, fu acquisita nel 1990 dal restauratore Marco Pinna, che la ristrutturò completamente. L'edificio, sviluppato su due livelli principali fuori terra, è caratterizzato dall'imponente avancorpo centrale d'ingresso, sovrastato da una loggia e da un alto frontone circolare, dietro al quale si innalza una torre cuspidata con orologio; ai lati si sviluppano ad U due ali, creando una corte sul retro, con un porticato di 5 arcate; a est l'edificio si affaccia sul giardino con un piccolo portico a pianta semicircolare; all'interno si trovano numerosi ambienti ornati con affreschi e una cappella.

## Infrastrutture e trasporti
Il centro abitato sorge lungo la strada statale 9 Via Emilia. Era anticamente servito da una stazione della linea ferroviaria Milano-Bologna.